# Gauja
Gauja (în estonă Koiva jõgi, în germană Livländische Aa) este un fluviu din regiunea Vidzeme a Letoniei. Cu o lungime de 452 km și un bazin hidrografic cu aria de 8900 km2, este cel mai mare râu care curge integral prin Letonia.
Gauja izvorăște din dealurile Elka de la sud-est de Cēsis. Ea curge întâi spre est, apoi spre nord, formând și granița cu Estonia pe o distanță de cca. 20 km. La sud de Valga și Valka își schimbă din nou direcția, curgând spre vest până la Valmiera, apoi spre sud-vest, trecând prin Sigulda. Pe ultima porțiune, Gauja curge spre nord-vest înainte de a se vărsa în Golful Riga al Mării Baltice la nord-est de Riga.
Pe malurile fluviului se află orașele Valmiera, Cēsis și Sigulda.
În zona raioanelor Cēsis și Riga, Gauja a săpat un defileu adânc, cu maluri de până la 90 m înălțime. Această zonă a fost inclusă în 1973 în Parcul Național Gauja, care ocupă o suprafață de 91745 ha și primește anual cca. 400000 de vizitatori.
Exploratorul de origine letonă Aleksandrs Laime a numit râul care alimentează cascada Angel din Venezuela, Rio Gauya, după fluviul Gauja.